# 泉河铺镇
泉河铺乡，是中华人民共和国河南省信阳市固始县下辖的一个乡镇级行政单位。

## 行政区划
泉河铺乡下辖以下地区：
街道社区、三官村、古堆村、北何桥村、大坝桥村、阎桥村、石庙村、黄堰村、平寨村、徐山村、王店村、徐大营村、安山村、张岗村、丁堂村、吴小庙村和王集村。